# Урив-Покровка
Урив-Покровка (рос. Урыв-Покровка) — село в Росії, Острогозькому районі Воронізької області. Адміністративний центр Уривського сільського поселення.
Населення становить 1647 осіб за даними перепису 2010 року (1795 на 1.10.2005, 1891–2000 року).

## Історія
За даними 1859 року у казенній слободі Урив (Острозьк, Острожек, колишнє місто) Коротояцького повіту Воронізької губернії мешкало 2812 осіб (1782 чоловічої статі та 2030 — жіночої), налічувалось 218 дворових господарства, існували 2 православні церкви, училище, відбувалось 2 ярмарки на рік.
Станом на 1886 рік у колишній державній слободі, центрі Уривської волості, мешкало 4334 особи, налічувалось 694 дворових господарства, існували 2 православні церкви, поштова станція, 29 вітряних млинів, 5 лавок, відбувалось 2 ярмарки на рік.
За переписом 1897 року кількість мешканців зросла до 4924 осіб (2444 чоловічої статі та 2480 — жіночої), з яких всі — православної віри.
24 лютого 2022 року біля цього села розбився літак Ан-26. Внаслідок аварії всі члени екіпажу загинули. Пригода сталася в перший день повномасштабного військового вторгнення РФ в Україну.

## Населення
| 2000 | 2005  | 2008  | 2010  |
| ---- | ----- | ----- | ----- |
| 1891 | ↘1795 | ↘1674 | ↘1647 |